# سوالمن
سوالمن (به هلندی: Swalmen) یک منطقهٔ مسکونی در هلند است که در Roermond واقع شده‌است. سوالمن ۲۲٫۹۶ کیلومتر مربع مساحت و ۸٬۷۹۷ نفر جمعیت دارد.

## خواهرخوانده
شهر مارک‌ردویتس خواهرخواندهٔ سوالمن هست.